# チョウチョウウオ
チョウチョウウオ（蝶蝶魚、学名:Chaetodon auripes）は、スズキ目チョウチョウウオ科に分類される魚類の一種。種小名は、「黄金のチョウチョウウオ」を意味するaureus、「首輪」を意味するcollareを経て、現在は「黄金の足」を意味するauripesとなっている。

## 形態
- 全長は約20cm[1]。

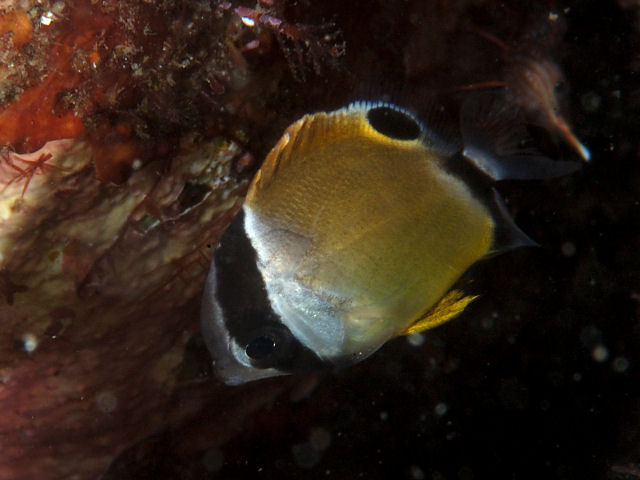
幼魚

- 模様は目を通る太い黒帯が1本とその横に白い帯が目立つ。
- 体側の茶色縦線が平行に走る。
- 幼魚の頃には全体的にオレンジ色がかっているが、成長すると黄色みが強くなる。

よく似た種
よく似た種にツキチョウチョウウオがいる。
両種は外見上酷似しているが、
- 本種はツキチョウより大型になる。

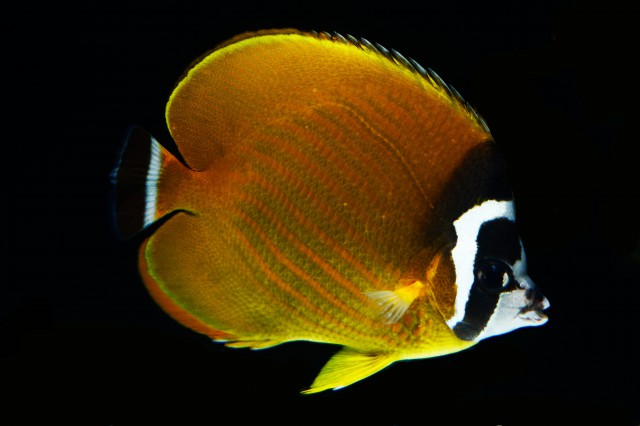
ツキチョウチョウウオ

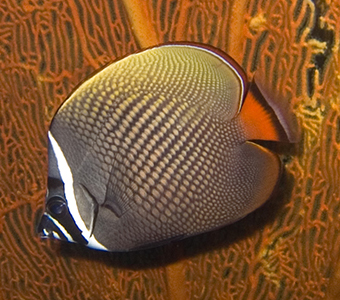
コラーレ・バタフライフィッシュ

- 頭部にある白帯が、本種はまっすぐ延びるのに対し、ツキチョウは折れ曲がる。
- 体側の茶色縦線が、本種は平行に走るのに対し、ツキチョウは斜線状に連なる。
- 本種よりツキチョウの体色の黄色が鮮やかである[4]。

といった相違点がある。また、かつてはコラーレ・バタフライフィッシュと同種とされた時期があった。

## 生態
雑食性で底性の小型甲殻類、藻類、カイメンなどを食べる。
水深1-30mまでの岩礁やサンゴ礁域に生息する。水温10度の低温に強い種で大群になることがある。毎年、夏になると本州沿岸の磯やタイドプールで見られる。本州で見られるチョウチョウウオの中では一番早い時期から見え始める（5月下旬〜12月下旬）。通称「並チョウ」と呼ばれ、ダイバーや採集家の間で親しまれている。
同じ環境には同科の「シラコダイ」がいるがいずれも似たようなものを口にしている。また、両種ともに一緒に群れていることもある。本州中部産の個体は大きいものでも生殖線が未発達のまま成長するため、繁殖していない。

## 分布
西部太平洋に生息する。チョウチョウウオ科のなかでも温帯域に適応している種で、海外では台湾、西沙諸島など、日本では房総半島から南日本、琉球列島、小笠原諸島に分布する。熱帯から沖縄には少なく、奄美大島以北に多い。

## 人とのかかわり
チョウチョウウオとしては珍しく、観賞魚としてはあまり流通していないため一般的には関わりは少ない。しかし、釣り人やダイバー、自家採集家などには、外道や餌とり、早い時期から現れるなど、目に留まることもあると思われる。しかし、上記のように観賞魚としては流通していないため、入手には自家採集しか手段がない。稀に入荷されることがあり、価格はそれほど高くないが、トゲチョウやアケボノチョウと比べると高価なことが多い。このような事情から、飼育実績やデータを探すのは容易ではないが、比較的おとなしい種で、飼い始めのエサには殻付きアサリを与え、徐々に人工配合飼料に慣らしていくと良好な結果が得られる場合が多い。
鮮魚として流通することはないが食用になり、外観からは想像出来ない脂ののった白身で美味であるという。